# 338 Будроса
338 Будроса (338 Budrosa) — астероїд головного поясу, відкритий 25 вересня 1892 року Огюстом Шарлуа у Ніцці.